# Mamen Mendizábal
María del Carmen Mendizábal, més coneguda com a Mamen Mendizábal (Madrid, 15 de gener de 1976), és una periodista i presentadora espanyola de televisió, a més d'haver estat vicepresidenta de la Federació d'Associacions de Periodistes d'Espanya (FAPE).

## Biografia
Llicenciada en periodisme per la Universitat Complutense de Madrid, els seus inicis professionals van ser a la Cadena SER com a periodista d'Hoy por hoy amb Iñaki Gabilondo. També presentava el programa Punto de fuga els caps de setmana. En aquesta emissora va arribar a posar-se al capdavant una temporada del programa vespertí La ventana substituint Gemma Nierga fins al gener de 2006, durant la seva baixa maternal.
L'octubre de 2004 va ser contractada per Televisió Espanyola per presentar l'espai de debat 59 segundos, al capdavant del qual es mantindria fins a principis de 2006, quan va ser fitxada per la nova cadena de televisió La Sexta. En aquest canal se li va encarregar la presentació de La Sexta Noticias  en la seva segona edició, així com el programa Sexto Sentido (2006). També en aquesta cadena ha presentat diversos programes informatius i ha estat presentadora del documental Viva la República. A La Sexta ha estat enviada especial en les eleccions presidencials dels Estats Units, des de la victòria de Barack Obama en la convenció demòcrata de Denver fins a la seva victòria com a president a Chicago. Des del 29 d'octubre de 2012 dirigeix i presenta el programa d'actualitat i anàlisi Más vale tarde.
Ha rebut l'Antena de Oro de 2013 per Más vale tarde. Va ser nominada als premis ATV de 2005, com a millor comunicadora de programes informatius, pel programa 59 segundos i al TP d'Or de 2006 i 2008, com a millor presentadora d'informatius per La Sexta Noticias. El 2014 se li va atorgar el Premi Ondas a la millor presentadora de televisió, guardó que anualment atorga Ràdio Barcelona.